# Keller András (hegedűművész)
Keller András (Budapest, 1960. július 31. –) Kossuth-, és  Liszt Ferenc-díjas magyar hegedűművész, karmester, érdemes művész, a Keller Quartett alapítója, a Concerto Budapest zeneigazgatója.

## Élete és pályafutása
Édesapja közgazdász volt, akit az 1955-ös „közgazdászperben” elítéltek. Édesanyja jogi egyetemet végzett, de a pert követően sokáig nem dolgozhatott a szakmájában.
Keller hétévesen fogott először hegedűt, tizennégy éves volt, amikor felvették a Liszt Ferenc Zeneművészeti Főiskola előkészítő osztályába, majd Salzburgban Végh Sándor volt a tanára. 1983-ban a Hubay Jenő Hegedűversenyen lett első helyezett, majd az Állami Hangversenyzenekarnál koncertmester, az Országos Filharmóniában pedig szólista volt. 1987-ben létrehozta a Keller Quartettet. 1990-ben a zenekar elnyerte az Evian String Quartet Competition első díját, valamint a Borciani String Quartet Competition első díját is. 2003-ban karmesterként is debütált, az olaszországi Orchestra di Padova e del Venetót irányította. 2007 óta a Concerto Budapest zeneigazgatója.
Felesége Kaczander Orsolya fuvolaművész, egy lányuk van, aki közgazdász.

## Díjai és elismerései
- Liszt Ferenc-díj (1995)
- Érdemes művész (2012)
- Bartók Béla–Pásztory Ditta-díj (2012)
- Kossuth-díj (2021)
- Prima Primissima díj (2022)[11]